# 极度恐慌 (漫画)
极度恐慌（韓語：지금 우리 학교는）是一部韓國網絡漫畫，由漫畫家朱東根所繪，2009年開始於NAVER Webtoon連載，至2011年连载结束。并在2022年改编成电视剧。

## 劇情簡介
某日，在一所学校中，一个被老师囚禁的女学生来到了班里，并告诉老师对其进行实验的事情。
随后这位女生得到了外来医生的救治，可谁也没想到的是，一场巨大的浩劫就这么的发生了……
原来这位老师的儿子因为钓鱼，从而感染了核辐射（也就是二战日本后留下来的。）并变成了僵尸，于是这位老师决定通过实验来治好儿子的病。
而有那么一天，一个女生因为被注入僵尸血的老鼠咬了而没有变成僵尸，于是这位老师决定用她来试验，从而找到只好儿子病的方式，可是连他也没想到的是，这位女生并不对该病毒免疫，而是反映的时间比较晚，而后就是因为她离开了学校，从而造成了学校外全是僵尸，而在她离开学校前，她也咬了其中一个同学，从而造成学校里也哪里都是僵尸。
随后，女主和一些同学决定找到离开这个城市的方式。那位老师也因为看到了这些，而自杀了。
虽说最后女主只和其中几个学生和几个人离开了这座城市，但是却有其他人中了核辐射病毒……

## 登場人物

### 孝山高中學生

#### 南温召同学
| 角色   | 介紹                                                           |
| 南溫召 | 女主角，擁有爽朗的性格，最後成功活了下來。                     |
| 李青山 | 溫召的青梅竹馬，為了保護溫召而死。                             |
| 崔南拉 | 班長，被感染卻活下來的免疫者，與秀赫相互愛慕。                 |
| 李秀赫 | 個性大膽勇敢，與南拉相互愛慕。                                 |
| 尹奎男 | 霸凌同學的不良少年，被感染卻活下來的免疫者，最後被主角群殺害。 |

#### 其他學生
| 角色   | 介紹                                           |
| 李娜延 | 為了保護自己而前後殺害了三人，最後被奎男殺害。 |
| 韓景修 | 曾幫助過大家，最後受娜延陷害被感染成為殭屍。   |
| 金賢珠 | 成為老師實驗品，造成學校內外都是僵屍。         |
| 金智敏 | 得知父母趕來學校接自己卻被感染，受打擊而自殺。 |
| 楊大修 | 阻止李朔時被感染成為殭屍。                     |
| 吳俊英 | 學霸，逃出學校時被殭屍襲擊而感染。             |
| 鄭宇振 | 受娜延攻擊而傷重不治死亡。                     |

| 角色   | 介紹                                                                                   |
| 張夏莉 | 射箭校隊一員，後逃出學校。張民載的妹妹。                                               |
| 張民載 | 射箭校隊一員，為保護妹妹張夏莉而自願犧牲。                                             |
| 劉俊成 | 身形高大的男學生，為掩護美珍而自願犧牲。                                               |
| 閔恩智 | 二年一班學生，在學校遭受孤立、備受霸凌，危機當天曾遭尹奎男逼迫拍脫衣影片，後上吊自殺。 |
| 朴美珍 | 不良分子，習慣抽煙和罵髒話。做事果決勇敢，最後存活。                                   |

### 孝山高中職員
| 角色   | 介紹 |
| 李秉燦 | 生物老师，为了救治被感染成僵尸的儿子，于是决定研究可以医治该病毒的药，但是却造成了该城市全是僵尸的状况。 |
| 朴善花 | 英文教師兼二年五班班導，一直守護着學生們的好老師，后被李娜延杀死。                                       |
| 姜振久 | 射箭校隊教練，后来成为僵尸                                                                               |

### 其他人物
| 演員   | 介紹 |
| 宋在益 | 調查殭屍病毒事件的刑警，曾受理李炳燦兒子失蹤案，后来成为僵尸，在变成僵尸之前把自己所知道的东西用一些方式告诉了其他人。 |
| 校长   | 校長，作品中并没有多少关于他的描写。                                                                                   |
| 李才勇 | 一位警察，后来活了下来。                                                                                               |
| 全虎哲 | 一位警察，李才勇的副手，后来活了下来。                                                                                 |

## 出版信息
| 册数 （最新版） | 发售日        | ISBN               |
| 1               | 2021年7月31日 | ISBN 9788954679688 |
| 2               | 2021年7月31日 | ISBN 9788954679695 |
| 3               | 2021年7月31日 | ISBN 9788954679701 |
| 4               | 2021年7月31日 | ISBN 9788954679718 |
| 5               | 2021年7月31日 | ISBN 9788954679725 |
| --------------- | ------------- | ------------------ |